# المجموعة الفيكتورية العظيمة (رواية)
المجموعة الفيكتورية العظيمة (بالإنجليزية: The Great Victorian Collection)‏ هي رواية للكاتب الكندي برايان مور، نشرت عام 1975، عن دار نشر ماكليلاند آند ستيوارت وآخرين.